# Flugzeugabsturz bei Boufarik
Der Flugzeugabsturz von Boufarik war ein Flugunfall einer Iljuschin Il-76 der algerischen Luftstreitkräfte am 11. April 2018 in der Nähe des Flughafens der algerischen Bezirkshauptstadt Boufarik, rund 30 Kilometer südwestlich von Algier. Das Transportflugzeug war auf einem Inlandsflug zum Flughafen der Bezirkshauptstadt Bechar. Es stürzte kurz nach dem Start vom Flughafen Boufarik auf ein Feld und brannte aus. Nach Angaben des Verteidigungsministeriums kamen dabei mindestens 257 Personen ums Leben. Unter den Getöteten sollen sich neben mehrheitlich Soldaten und deren Familien auch 26 Mitglieder der Frente Polisario befunden haben. Die Frente Polisario selbst ging von 30 Sahrauis an Bord aus, die sich zuvor medizinisch behandeln ließen.
Gemessen an der Anzahl der Todesopfer ist der Absturz der bislang (Oktober 2018) folgenschwerste in der Geschichte der algerischen Luftfahrt.

## Unfallhergang
Laut Zeugenaussagen soll sich bereits vor dem Aufprall gegen 08:00 Uhr Ortszeit ein Teil des Flugzeugs, mutmaßlich ein Flügel, in Brand befunden haben. Die Piloten sollen die Maschine daraufhin bewusst über unbewohntes Gebiet gesteuert haben, um Opfer am Boden zu verhindern.
Nach dem Unfall berichteten mehrere Zeitungen über den schlechten Zustand des veralteten Flugzeugs, die genaue Unfallursache ist jedoch unbekannt.

## Reaktionen
Der algerische Staatspräsident Bouteflika rief eine dreitägige Staatstrauer aus und ordnete für den darauffolgenden Freitag Gebete für die Toten an. Diese wurden landesweit, sowie auch in anderen Ländern, wie zum Beispiel Saudi-Arabien und Indonesien, abgehalten. Die Frente Polisario ordnete ihrerseits eine siebentägige Staatstrauer für die nicht allgemein anerkannte Demokratische Arabische Republik Sahara an. Unmittelbar nach dem Absturz bekundeten zahlreiche Staats- und Regierungschefs ihre Anteilnahme, darunter auch die deutsche Bundeskanzlerin Angela Merkel und Papst Franziskus.

## Anmerkung
1. ↑  Nach Angaben aus algerischen Luftfahrtkreisen handelt es sich um das Flugzeug mit dem Kennzeichen 7T-WIP; ein in sozialen Medien verbreitetes Photo zeigt allerdings Passagiere vor der offenen Rampe von 7T-WIB.